# Поляница (приток Мочи)
Поляница — река в Москве, левый приток Мочи. Протекает преимущественно по равнинной местности.

## Описание
Река берёт своё начало к югу от населённого пункта Акулово, что в 7 километрах от посёлка Шишкин Лес в Троицком округе Большой Москвы. Течёт в юго-восточном направлении. Длина реки — 10 километров. Впадает в Мочу в районе 37-го километра Калужского шоссе. На реке близ деревни Рыжово в промышленных целях образован пруд.

## Отдых и туризм
По берегам Поляницы расположено несколько дачных участков. Несмотря на нестабильную экологическую обстановку, река достаточно популярна у местных рыбаков. По их словам, в Полянице водится карась, плотва и окунь.

## Населённые пункты
- Акулово
- Заболотье
- Пудово-Сипягино
- Рыжово